# Neuvillers (Libramont-Chevigny)
Pour l’article homonyme, voir Neuvillers.
Neuvillers [nøvile] (Nouviyé en wallon, sur place Nûvyè, Nûviè ) est un village de la commune belge de Libramont-Chevigny située en Région wallonne dans la province de Luxembourg. Avant la fusion des communes de 1977, il faisait partie de la commune de Recogne.
Ses habitants sont surnommés en wallon Les Tchets, ce qui rime avec le nom local du village: a Nûvyè, c'èst dès Tchèts.
Ce nom a été attribué à une bière brassée sur place ("la chatte").

## Géographie
Neuvillers est située à environ 2 km au sud-ouest de Libramont et à 2 km de la sortie 25 de l'autoroute E411/A4.
Il est traversé par un ruisseau : le Durhé.

## Vie associative
Le village accueille le club de football du Royal Amical Club Neuvillers (RACN) et un club des jeunes.
Il y a un groupe de supporters qui soutient le RACN : Les Blacks Army.
Il y existe un étang de pêche et un étang privé.
Le village est jumelé avec Neuvillers-sur-Fave, en France.
Chaque année, le village accueille une fête des vignerons.